# NGC 3648
NGC 3648 (другие обозначения — UGC 6389, MCG 7-23-43, ZWG 213.43, ZWG 214.2, PGC 34908) — линзообразная галактика (S0) в созвездии Большой Медведицы. Открыта Джоном Гершелем в 1831 году.
В галактике не наблюдается нейтральный атомарный водород. Вблизи центра наблюдается диск искривлённой формы, на угловых радиусах более 5 секунд дуги он становится полярным.
Этот объект входит в число перечисленных в оригинальной редакции «Нового общего каталога».
Галактика NGC 3648 входит в состав группы галактик NGC 3665. Помимо NGC 3648 в группу также входят NGC 3652, NGC 3658, NGC 3665, UGC 6416, UGC 6428, UGC 6433 и UGC 6517.